# جان لوریمور
جان لوریمور (انگلیسی: Jon Laurimore؛ زادهٔ ۱۹۳۶) بازیگر اهل بریتانیا است.
از فیلم‌ها یا مجموعه‌های تلویزیونی که وی در آن‌ها نقش داشته است، می‌توان به جک قاتل، پوآرو، ارتش سری، دکتر هو و فضا: ۱۹۹۹ اشاره نمود.